# Alexandru Todea
Alexandru Todea, romunski rimskokatoliški duhovnik, škof in kardinal, * 5. junij 1912, Teleac, † 22. maj 2002, Târgu Mureș, Romunija.

## Življenjepis
25. marca 1939 je prejel duhovniško posvečenje.
4. julija 1950 je bil imenovan za naslovnega škofa Cezaropolisa in 19. novembra istega leta je prejel škofovsko posvečenje.
14. marca 1990 je bil imenovan za nadškofa Fagarasa e Alba Iulie. S tega položaja se je upokojil 20. julija 1994.
28. junija 1991 je bil povzdignjen v kardinala in imenovan za kardinal-duhovnika S. Atanasio a Via Tiburtina.